# قطعنامه ۱۲۹۴ شورای امنیت
قطعنامه ۱۲۹۴ شورای امنیت سازمان ملل متحد که در تاریخ ۱۳ آوریل ۲۰۰۰ تصویب شد، سندی بین‌المللی دربارهٔ بررسی وضعیت در آنگولا است. این قطعنامه طی نشست ۴۱۲۶ام با ۱۵ رای موافق، ۰ مخالف و ۰ ممتنع تصویب شد.